# Christopher Wesley
Christopher Wesley (født 23. juni 1987) er en tysk tidligere hockeyspiller. 
Han spillede i Nürnberger HTC gennem hele sin karriere fra 2007, til han satte staven på hylden i 2020.
Wesley debuterede på det tyske hockeylandshold i 2009 og nåede der at spille 161 kampe, indtil han indstillede landsholdskarrieren i 2018. I den periode var han med til at vinde EM-sølv i sin første landholdssæson, mens han var på holdet, der blev både verdens- og europamester i 2011.
Han repræsenterede Tyskland ved OL 2012 i London, hvor holdet efter en andenplads i indledende runde vandt 4-2 over Australien i semifinalen. I finalen vandt tyskerne 2-1 over Holland.
I 2013 var han med til at genvinde EM-titlen, mens det i 2015 blev til EM-sølv. Han var igen med ved OL 2016 i Rio de Janeiro, hvor Tyskland først vandt sin indledende pulje og derpå kvartfinalen mod New Zealand med 3-2. I semifinalen tabte de med 2-5 til Argentina, der efterfølgende vandt guld med sejr over Belgien, mens tyskerne vandt bronze med sejr over Holland efter straffeslag.